# 爆杖花
爆杖花（学名：Rhododendron spinuliferum），为杜鹃花科杜鹃花属下的一个植物种。